# Distoechurus pennatus
Distoechurus pennatus е вид бозайник от семейство Acrobatidae, единствен представител на род Distoechurus.

## Разпространение
Видът е разпространен в Индонезия и Папуа Нова Гвинея.